# 金田一少年之事件簿 (電影)
《金田一少年之事件簿：上海魚人傳說》（Kindaichi shonen no jikembo:Shanghai ningyo densetsu）是一套1997年上映的日本探偵懸疑電影，改編自日本編劇家天樹征丸所撰寫的金田一少年之事年簿系列中的《上海魚人傳說》。本電影由堂本剛、友坂理惠主演。

## 概述
拍攝期間，曾遠赴中國取景與動用中國大陸與台灣演員參與演出。

## 劇情簡介
七瀨美雪（友坂理惠）收到一封由筆友楊蕾麗從上海寄來的信，指她的哥哥楊小龍捲入殺人事件而大傷腦筋，於是美雪和金田一一（堂本剛）來到上海解決事件。但是楊氏雜技團仍然發生殺人事件，楊小龍同樣沒有不在場證據，而凶器德林格手槍一直下落不明，於是金田一和楊小龍一同逃亡，並找出真相。同時，劍持勇因上海市公安李波兒的通知來到上海，原因是將金田一帶回日本。但在金田一不斷追查的案件時，卻發現這次案件與一件日本七年前的交通事故逃逸案件有關。

## 演員人物
| 角色名稱                                  | 演員                              | 無視電視配音員 |
| ----------------------------------------- | --------------------------------- | -------------- |
| 金田一一                                  | 堂本剛                            | 郭志權         |
| 七瀨美雪                                  | 友坂理惠                          | 鄭麗麗         |
| 劍持勇                                    | 古尾谷雅人                        | 招世亮         |
| 真壁誠                                    | 佐野瑞樹                          | 蘇強文         |
| 佐木龍太                                  | 原知宏                            | 馮錦堂         |
| 向井猛夫                                  | 立川政市                          | 黎偉明         |
| 楊蕾麗/小林麗實 （原作：楊麗俐/小林千惠） | 内田莉紗（童年） 水川麻美（青年） | 梁少霞         |
| 楊小龍                                    | 陳子強                            | 張藝           |
| 藤堂壯介                                  | 中尾彬                            | 陳永信         |
| 瑪露琪娜 （原作：唐人美）                 | 愛達·莫羅                         | 黃鳳英         |
| 西村志保                                  | 佐貫真希子                        | 陸惠玲         |
| 幸田裕司                                  | 橋本哲                            | 陳欣           |
| 石達民                                    | 黄以勒                            |                |
| 周友良                                    | 顔希賢                            |                |
| 李波兒                                    | 修健                              |                |
| 楊達仁 （原作：楊王）                     | 何子嵐                            |                |
| 葉四蘭 （原作：王美魚）                   | 翠玲                              |                |
| 小林哲治                                  | 保積佩佩                          | 張炳強         |

## 與原作不同的差異
1. 楊麗俐（小林千惠）更名為楊蕾麗（小林麗實）、楊王更名為楊達仁、王美魚更名為葉四蘭。
2. 中國人角色唐人美變更為外國人瑪露琪娜，與藤堂壯介對話時用英文。
3. 真人電影版中藤堂有講一些簡單中文。
4. 蕾麗被雜技團收留待了7年，原作為10年。
5. 原作中石達明對蕾麗有喜愛、支持，真人電影並沒有。
6. 美魚（四蘭）舉槍自盡，原作為團長散播造謠說美魚是人魚，真人電影為瑪露琪娜教唆達明把四蘭的化妝水調包成硫酸（達明並不知道換上的會是硫酸）。
7. 劍持前往上海，原作是為了調查10年前日本發生的命案，真人電影是因為李波兒委託。
8. 原作中金田一和美雪是住在酒店，真人電影改為楊小龍、楊蕾麗的家中。
9. 藤堂等人從日本走私的商品，從轎車改為家用電器。
10. 收藏黑錢的大時鐘沒有七巧盒的機關。
11. 追加金田一在被強制遣返日本前，請求再看一次節目的情節。
12. 追加金田一從機場逃回雜技團，還偷用別人的直排輪鞋。
13. 原作中楊麗俐把槍藏在自己養的老虎肚子裡，真人電影改為熊的肚子裡。
14. 真人電影版結尾，楊蕾麗意圖用刀自殺，被小龍擋住；因而小龍也上了救護車。
15. 李波兒在事件真相明瞭後，有向金田一提出要交朋友、歡迎金田一之後再造訪上海。
16. 第1代真人版最後一個案件，真壁、佐木、向井在故事頭尾登場（未參與事件本身），以美雪因父親工作緣故轉學、與阿一相互告白為結局。

## 外部連結
- 互联网电影数据库（IMDb）上《金田一少年之事件簿》的资料（英文）
- 金田一少年之事件簿：上海魚人傳說（Kindaichi shonen no jikembo: Shanghai ningyo densetsu） （页面存档备份，存于），〈日本電影資料庫〉（日語）